# Адміністративний устрій Тульчинського району
Адміністративний устрій Тульчинського району — адміністративно-територіальний поділ Тульчинського району Вінницької області на 1 міську громаду, 1 селищну громаду, 1 селищну та 18 сільських рад, які об'єднують 51 населений пункт та підпорядковані Тульчинській районній раді. Адміністративний центр — місто Тульчин.

## Список громад Тульчинського району
| № | Назва                      | Центр      | Населені пункти                                                                    | Площа км² | Місце за площею | Населення (2015), осіб | Місце за населенням |
| - | -------------------------- | ---------- | ---------------------------------------------------------------------------------- | --------- | --------------- | ---------------------- | ------------------- |
| 1 | Тульчинська міська громада | м. Тульчин | м. Тульчин с. Ганнопіль с. Дранка с. Одаї с-ще Пестеля с. Суворовське с. Тиманівка |           |                 | 22777                  |                     |
| 2 | Шпиківська селищна громада | смт Шпиків | смт Шпиків с. Винокурня с. Кленове с-ще Соснівка с. Торків с. Шпиківка             |           |                 | 4679                   |                     |

## Список радТульчинського району
| №  | Назва                         | Центр              | Населені пункти                                                                | Площа км² | Місце за площею | Населення (2001), чол. | Місце за населенням |
| -- | ----------------------------- | ------------------ | ------------------------------------------------------------------------------ | --------- | --------------- | ---------------------- | ------------------- |
| 1  | Кирнасівська селищна рада     | смт Кирнасівка     | смт Кирнасівка с-ще Маркове                                                    |           |                 |                        |                     |
| 2  | Білоусівська сільська рада    | с. Білоусівка      | с. Білоусівка                                                                  |           |                 |                        |                     |
| 3  | Богданівська сільська рада    | с. Богданівка      | с. Богданівка с-ще Улянівка                                                    |           |                 |                        |                     |
| 4  | Бортницька сільська рада      | с. Бортники        | с. Бортники                                                                    |           |                 |                        |                     |
| 5  | Журавлівська сільська рада    | с. Журавлівка      | с. Журавлівка с. Маяки                                                         |           |                 |                        |                     |
| 6  | Заозерненська сільська рада   | с. Заозерне        | с. Заозерне с. Василівка                                                       |           |                 |                        |                     |
| 7  | Зарічненська сільська рада    | с. Зарічне         | с. Зарічне                                                                     |           |                 |                        |                     |
| 8  | Кинашівська сільська рада     | с. Кинашів         | с. Кинашів с-ще Капки с. Мазурівка с. Марусине с. Нестерварка с-ще Хмельницьке |           |                 |                        |                     |
| 9  | Клебанська сільська рада      | с. Клебань         | с. Клебань с. Гути с-ще Федьківка                                              |           |                 |                        |                     |
| 10 | Копіївська сільська рада      | с. Копіївка        | с. Копіївка с-ще Гуральня с-ще Щурі                                            |           |                 |                        |                     |
| 11 | Крищинецька сільська рада     | с. Крищинці        | с. Крищинці                                                                    |           |                 |                        |                     |
| 12 | Левківська сільська рада      | с. Левківці        | с. Левківці с. Бурдії                                                          |           |                 |                        |                     |
| 13 | Михайлівська сільська рада    | с. Михайлівка      | с. Михайлівка с. Маньківка                                                     |           |                 |                        |                     |
| 14 | Печерська сільська рада       | с. Печера          | с. Печера с. Даньківка с. Петрашівка                                           |           |                 |                        |                     |
| 15 | Сільницька сільська рада      | с. Сільниця        | с. Сільниця                                                                    |           |                 |                        |                     |
| 16 | Тарасівська сільська рада     | с. Тарасівка       | с. Тарасівка                                                                   |           |                 |                        |                     |
| 17 | Холодівська сільська рада     | с. Холодівка       | с. Холодівка                                                                   |           |                 |                        |                     |
| 18 | Шуро-Копіївська сільська рада | с. Шура-Копіївська | с. Шура-Копіївська с. Калинівка                                                |           |                 |                        |                     |
| 19 | Юрківська сільська рада       | с. Юрківка         | с. Юрківка с. Станіславка                                                      |           |                 |                        |                     |

Скорочення: м. — місто, с. — село, смт — селище міського типу, с-ще — селище